# Massacre des Juifs de Worms (1096)
Le massacre de Worms désigne l'assassinat de 800 Juifs de Worms, en Saint-Empire, par des croisés dirigés par le comte Emich de Flonheim en mai 1096.

## Histoire
Le massacre de Worms est l'une des nombreuses attaques contre les communautés juives perpétrées au cours de la première croisade (1096-1099).
Les soldats du comte Emich de Flonheim arrivent à Worms le 18 mai 1096. Peu de temps après, une rumeur d'empoisonnement des puits par les Juifs se répand. Les Juifs auraient noyé un chrétien et utilisé de l'eau contaminée pour empoisonner les puits de la ville.
L’évêque de Worms (Adalbert II de Saxe) tente de protéger la communauté juive locale en l'hébergeant dans son palais épiscopal, mais ce dernier est pris d’assaut huit jours plus tard par les croisés et la population locale. Au moins huit-cents juifs refusant le baptême y sont massacrés. Les Juifs étaient à ce moment au milieu de la récitation de la prière du Hallel pour Roch Hodech.
Au total, environ 800 Juifs sont tués à l'exception de quelques-uns qui se suicident ou qui sont baptisés de force.
D'autres villes subissent les massacres de Juifs lors de la poursuite de cette croisade telles que Mayence, Cologne ou Spire.